# 原田鎮郎
原田 鎮郎（はらだ しずお、1943年 - ）は、日本の建築家。環境システム研究所代表取締役。工学修士。一級建築士。愛知県立芸術大学客員教授。上海同済大学客員教授。早稲田大学、日本大学、昭和女子大学 非常勤講師。国際建築アカデミー(IAA)プロフェッサー。東京生まれ。
1966年、早稲田大学理工学部建築学科卒業。1968年から1975年まで、（株）菊竹清訓建築設計事務所に在籍し、ハワイ海上都市、沖縄海洋博政府館アクアポリス等の設計を担当。2005年 愛・地球博では、チーフ・プロデューサー（3名のうちの1人）。
著書に、空へ伸びる都市空間（テクノライフ選書.オーム社.1999年）がある。